# Colchicum boissieri
Colchicum boissieri là một loài thực vật có hoa trong họ Colchicaceae. Loài này được Orph. miêu tả khoa học đầu tiên năm 1876.